# Fatto in casa per voi
Fatto in casa per voi è un programma televisivo italiano trasmesso da Food Network e Real Time a partire dal 6 ottobre 2018, con la conduzione della foodblogger Benedetta Rossi.

## Il programma
Durante la trasmissione la conduttrice (nota al pubblico per i suoi canali social in cui illustra passo a passo la preparazione di varie pietanze) presenta tre ricette con alcuni consigli per la realizzazione delle stesse, solitamente un primo, un secondo ed un dolce legati da una caratteristica comune. In alcuni episodi mostra anche come preparare prodotti diversi dal cibo, come oggetti da decorazione (come nell'episodio 19 della seconda stagione con la presentazione delle zucche di stoffa) o il sapone.
Nel corso delle puntate, sono presenti diversi ospiti appartenenti sia alla cerchia familiare e amicale della conduttrice (come il marito Marco o le zie Daniela e Rosella) sia altre personalità, come Sveva Casati Modignani nell'episodio undici della seconda stagione. L'episodio 20 della quinta stagione, invece, vede come ospite l'attore Paolo Camilli.
Durante l'episodio 6 della terza stagione, trasmesso il 18 aprile 2020, Marco presenta un cosiddetto "Tutorial inutile" durante la ricetta del budino al cioccolato con peperoncino, precisamente un cocktail dal titolo Margarita caliente di Marco.

### Spin-off

#### Fatto in casa per voi a Natale
Fatto in casa per voi a Natale sono tre episodi speciali trasmessi da Food Network e Real Time l'8 e il 15 dicembre 2018, con tema principale il Natale, dove la Rossi propone alcuni suggerimenti per le preparazioni culinarie natalizie.
Anche nel 2019 vengono prodotte alcune puntate che vengono trasmesse a partire dal 7 dicembre 2019 in simultanea su Real Time e Food Network.

#### Fatto in casa live - Il menù di Natale
In onda durante il periodo natalizio a giorni ed orario variabile. Trasmissione streaming della diretta della pagina Facebook del programma dove viene ogni volta proposto un menù diverso.

## Produzione
Il programma viene annunciato alla presentazione dei palinsesti di Discovery Channel nel settembre del 2018, con esordio per l'ottobre successivo. Dopo la pubblicazione del teaser nel settembre, apparso sulla rete di trasmissione, il primo episodio viene mandato in onda il 6 ottobre 2018 in contemporanea tra Food Network, in cui seguirà la successiva programmazione e Real Time. Come la stessa Rossi ha raccontato, le riprese delle dieci puntate che compongono questa stagione si sono svolte in cinque giorni.
Una seconda stagione, preannunciata nell'aprile, vede la luce l'11 maggio 2019. Come per la precedente, il primo episodio viene trasmesso da Food Network e Real Time, mentre i restanti solo dal primo. Viene divisa in due parti: la prima si conclude il 6 luglio al decimo episodio, mentre la seconda viene trasmessa a partire dal 7 settembre 2019, in contemporanea tra i due precedenti canali. Le puntate vengono rese disponibili una settimana prima rispetto alla messa in onda televisiva sulla piattaforma Dplay Plus. Secondo quanto riportato dalla stessa Rossi attraverso il suo profilo Instagram, a partire dal 19 settembre sono partite le registrazioni di ulteriori dieci puntate che si sono concluse il 28 settembre.
Nel gennaio 2020 la conduttrice annuncia tramite il suo profilo Instagram la registrazione di nuove puntate del programma, le cui riprese iniziano il 30 gennaio e si concludono il 9 febbraio 2020. Le tredici puntate compongono la terza stagione che viene mandata in onda a partire dal 14 marzo 2020. In tale data viene proposto il secondo episodio (dedicato alla festa del papà), mentre la settimana successiva il primo della nuova stagione. Le tredici puntate vanno in onda fino al 6 giugno dello stesso anno. Nuovi episodi avrebbero dovuto essere registrati nel marzo e nell'aprile del 2020, ma a causa della pandemia di COVID-19 sono stati rimandati. Quest'ultimi hanno avuto avvio a partire dal 7 luglio 2020, con un gruppo di operatori del set minore e con alcuni cambiamenti a livello di produzione (come la sanificazione degli ambienti e il distanziamento) per rispettare le normative anti-Covid. Le registrazioni si sono concluse circa due settimane dopo, per poi ricominciare il 27 luglio 2020 e finire definitivamente la settimana successiva. Le nuove puntate vedono la luce a partire dal 5 settembre, sempre in simultanea tra Food Network e Real Time.
A partire dalla giornata del 9 gennaio 2021 comincia la trasmissione della quarta edizione del programma, sempre in simultanea tra i due canali Discovery che si interrompe alla puntata dieci del 13 marzo 2021.
Dal 3 maggio 2021 sono cominciate le registrazioni delle puntate della quinta stagione di Fatto in casa per voi che finiscono il 15 maggio successivo. L'inizio della quinta stagione del programma è stato annunciato per il 5 giugno 2021 con la trasmissione di nove puntate che si fermano il 31 luglio dello stesso anno.
Le riprese di nuovi episodi sono iniziate nella settimana del 28 giugno 2021 e prevedono la registrazione di trentanove (poi confermate quaranta) ricette, ossia tredici puntate. Il giorno successivo, il programma è stato confermato nei palinsesti delle reti televisive dell'azienda Discovery, mentre da lunedì 26 luglio al 5 agosto sono avvenute le riprese di nuovi episodi. La trasmissione della quinta stagione riprende il 4 settembre con l'episodio 10, proseguendo sino al 11 dicembre 2021, quando si conclude l'edizione. La sesta stagione prende inizio l'8 gennaio 2022, sempre in simultanea tra i due canali Discovery per un totale di 16 episodi.
Il 30 aprile inizia la trasmissione della settima stagione, invece il 22 maggio prendono avvio le registrazione di nuovi episodi, per un totale di 13 ricette.
Il 4 novembre 2023 ha inizio la nona stagione, formata da 6 puntate, seguita senza troppe attese dalla decima, il 27 gennaio 2024, con altri 13 episodi.

### Location
Realizzato nella cucina del casale della presentatrice, sito nelle Marche, è prodotto da Magnolia per Scripps Networks Interactive. Dopo l'acquisizione, il programma è prodotto da Banijay Italia per Warner Bros. Discovery Italia.

## Edizioni
| Edizione | Conduzione      | Periodo         | Periodo          | Puntate | Rete televisiva | Rete televisiva |
| Edizione | Conduzione      | Inizio          | Fine             | Puntate | Rete televisiva | Rete televisiva |
| -------- | --------------- | --------------- | ---------------- | ------- | --------------- | --------------- |
| 1ª       | Benedetta Rossi | 6 ottobre 2018  | 15 dicembre 2018 | 13      | Food Network    | Real Time       |
| 2ª       | Benedetta Rossi | 11 maggio 2019  | 28 dicembre 2019 | 30      | Food Network    | Real Time       |
| 3ª       | Benedetta Rossi | 14 marzo 2020   | 26 dicembre 2020 | 30      | Food Network    | Real Time       |
| 4ª       | Benedetta Rossi | 9 gennaio 2021  | 13 marzo 2021    | 10      | Food Network    | Real Time       |
| 5ª       | Benedetta Rossi | 5 giugno 2021   | 11 dicembre 2021 | 24      | Food Network    | Real Time       |
| 6ª       | Benedetta Rossi | 8 gennaio 2022  | 23 aprile 2022   | 16      | Food Network    | Real Time       |
| 7ª       | Benedetta Rossi | 30 aprile 2022  | 17 dicembre 2022 | 24      | Food Network    | Real Time       |
| 8ª       | Benedetta Rossi | 1 gennaio 2023  | 15 aprile 2023   | 16      | Food Network    | Real Time       |
| 9ª       | Benedetta Rossi | 4 novembre 2023 | 9 dicembre 2023  | 6       | Food Network    | Real Time       |
| 10ª      | Benedetta Rossi | 3 febbraio 2024 | 14 dicembre 2024 | 24      | Food Network    | Real Time       |

## Puntate

### Prima stagione
| Puntata     | Ricette                                                                                         | Data             |
| ----------- | ----------------------------------------------------------------------------------------------- | ---------------- |
| Episodio 1  | Marmellata mele e mosto, mezze maniche ai funghi e salsiccia, ciambellone con mosto mele e noci | 6 ottobre 2018   |
| Episodio 2  | Polenta, Danubio salato al formaggio, crema della nonna                                         | 6 ottobre 2018   |
| Episodio 3  | Frecantò, pizza ripiena, pizza rustica                                                          | 13 ottobre 2018  |
| Episodio 4  | Cannelloni, arista, torta Luisella                                                              | 20 ottobre 2018  |
| Episodio 5  | Rotolo frittata, gnocchi ricotta, gelato biscotto                                               | 27 ottobre 2018  |
| Episodio 6  | Vellutata di zucca, polpette di zucca, muffin di zucca                                          | 3 novembre 2018  |
| Episodio 7  | Brodetto, alici panate, mousse al limone                                                        | 10 novembre 2018 |
| Episodio 8  | Verdure gratinate, ketchup e maionese, torta piumino                                            | 17 novembre 2018 |
| Episodio 9  | Girelle salate con ricotta e pesto, calzoncini alla ricotta, cheesecake alla crema di nocciola  | 24 novembre 2018 |
| Episodio 10 | Buffet salato, insalata di pasta, torta con le mani                                             | 1º dicembre 2018 |
| Episodio 11 | Croccante di mandorle, cream tart, biscotti torcetti, meringhe                                  | 8 dicembre 2018  |
| Episodio 12 | Tris di antipasti di mare, pasta al forno al salmone, pizza di fichi di zia Giulietta           | 8 dicembre 2018  |
| Episodio 13 | Grici con l'ove, polpettone, charlotte di pandoro                                               | 15 dicembre 2018 |

### Seconda stagione
| Puntata     | Ricette                                                                                     | Data              |
| ----------- | ------------------------------------------------------------------------------------------- | ----------------- |
| Episodio 1  | Corona di girelle, torta di pasta, zuccotto                                                 | 11 maggio 2019    |
| Episodio 2  | Panettone gastronomico, tartellette mignon ripiene, bomboniere gessetto                     | 11 maggio 2019    |
| Episodio 3  | Marmellata di fragole, rotolo di fragole, gelato stecco di fragole                          | 18 maggio 2019    |
| Episodio 4  | Dado vegetale, mix di soffritto, preparato per gratinati, focaccine soffici, zuppa inglese  | 25 maggio 2019    |
| Episodio 5  | Muffins salati, insalata di legumi, tiramisù senza uova                                     | 1º giugno 2019    |
| Episodio 6  | Hamburger fatti in casa, nuggets di pollo, torta a numero                                   | 8 giugno 2019     |
| Episodio 7  | Pizzette fritte, sformatini di patate e riso, foresta nera nel bicchiere, mojito analcolico | 15 giugno 2019    |
| Episodio 8  | Torta ai 3 meloni, gelato furbo, crostata morbida di frutta                                 | 22 giugno 2019    |
| Episodio 9  | Finto pesce, linguine al pesce spada, cheesecake al limone                                  | 29 giugno 2019    |
| Episodio 10 | Torta svuotafrigo, quadrotti di verdure, ciambelle fritte                                   | 6 luglio 2019     |
| Episodio 11 | Torta fredda all'ananas, delizia al limone, mattoncino dolce                                | 7 settembre 2019  |
| Episodio 12 | Sofficiotti ripieni, fusi di pollo con patate, muffin con sorpresa                          | 7 settembre 2019  |
| Episodio 13 | Tris di bruschette, bistecca di manzo, crostata frangipane                                  | 14 settembre 2019 |
| Episodio 14 | Ciambella salsiccia e funghi, frittelle 'mazzafame, pop corn in 3 versioni                  | 21 settembre 2019 |
| Episodio 15 | Pasta e fagioli, frascarelli, torta della nonna                                             | 28 settembre 2019 |
| Episodio 16 | Plumcake rustico agli spinaci, parmigiana di zucchine, cantucci con gocce di cioccolato     | 5 ottobre 2019    |
| Episodio 17 | Biscotti al dulce de leche, chiffon cake all'arancia, pavlova                               | 12 ottobre 2019   |
| Episodio 18 | Polpette al sugo, polpette con ricotta e funghi, torta tartufina                            | 19 ottobre 2019   |
| Episodio 19 | Risotto alla zucca, panini soffici alla zucca, zucche di stoffa                             | 26 ottobre 2019   |
| Episodio 20 | Lasagne ai carciofi, filetto al pepe rosa, red velvet furba                                 | 2 novembre 2019   |
| Episodio 21 | Focaccine filanti, ciambellone all'acqua, brioche allo yogurt                               | 9 novembre 2019   |
| Episodio 22 | Olive all'ascolana, fiori di zucca farciti, crescentine                                     | 16 novembre 2019  |
| Episodio 23 | Saint Honoré, mimosa, millefoglie furba                                                     | 23 novembre 2019  |
| Episodio 24 | Scaloppine con crema di castagne, rotolo dolce di castagne, castagnetti                     | 30 novembre 2019  |
| Episodio 25 | Muffin salati ad alberello, arista di maiale al latte, crespelle funghi e cotto             | 7 dicembre 2019   |
| Episodio 26 | Tronchetto bianco innevato, biscotti mela e cannella, bundt cake al cioccolato              | 7 dicembre 2019   |
| Episodio 27 | Baci di dama, frutta secca pralinata                                                        | 14 dicembre 2019  |
| Episodio 28 | Alberello di natale, ravioli di ricotta, cicerchiata                                        | 21 dicembre 2019  |
| Episodio 29 | Pomodori e peperoni ripieni, nidi di tagliatelle al forno, cheesecake al torrone            | 28 dicembre 2019  |
| Episodio 30 | Crema di porri, polentone con i ciccioli, monoporzioni di crème brûlée                      | 28 dicembre 2019  |

### Terza stagione
| Puntata     | Ricette | Data              |
| ----------- | --- | ----------------- |
| Episodio 1  | Spezzatino con patate, vitello tonnato, rollé di tacchino                                                              | 21 marzo 2020     |
| Episodio 2  | Cravatta di pasta sfoglia, uova in trippa, zeppole di San Giuseppe al forno                                            | 14 marzo 2020     |
| Episodio 3  | Torta primavera al limone, tacos alle fragole, charlotte ai frutti di bosco                                            | 28 marzo 2020     |
| Episodio 4  | Torta pasqualina, agnello fritto, tiramisù alle fragole                                                                | 4 aprile 2020     |
| Episodio 5  | Pizza al formaggio, uova sode farcite, colomba furba alle mandorle                                                     | 11 aprile 2020    |
| Episodio 6  | Trofie cacio e pepe al forno, alette di pollo speziate con guacamole, budino al cioccolato con peperoncino             | 18 aprile 2020    |
| Episodio 7  | Gnocchi di patate, torta rustica cavolfiori e pancetta, crostata ricotta e gocce di cioccolato                         | 25 aprile 2020    |
| Episodio 8  | Carbonara di zucchine, panfocaccia di erbette e provola, maritozzi                                                     | 2 maggio 2020     |
| Episodio 9  | Vincisgrassi, crema fritta, sapone all'olio d'oliva                                                                    | 9 maggio 2020     |
| Episodio 10 | Torta di mele, biscotti inzupposi, plumcake al cioccolato                                                              | 16 maggio 2020    |
| Episodio 11 | Riso al curry, pollo alle mandorle, muffin giapponesi al vapore                                                        | 23 maggio 2020    |
| Episodio 12 | Rustici di pan brioche, monoporzioni salate con base croccante, bouquet di cupcake                                     | 30 maggio 2020    |
| Episodio 13 | Sacchettini di bresaola, spiedini di zucchine, panzanella ricca, arista al sale                                        | 6 giugno 2020     |
| Episodio 14 | Muffin di frittata, cous cous con carne e verdura, rotolo soffice con marmellata                                       | 5 settembre 2020  |
| Episodio 15 | Pasta cipolla e mollica, polpettine di pane fritte, torta di pangrattato e gocce di cioccolato                         | 12 settembre 2020 |
| Episodio 16 | Onion rings con salsa allo yogurt, tortillas farcite, cookies al cioccolato                                            | 19 settembre 2020 |
| Episodio 17 | Tortino al latte, biscotti alla panna, tronchetto gelato cioccolato e vaniglia                                         | 26 settembre 2020 |
| Episodio 18 | Pasta al forno con polpettine di ricotta, linguine veloci in tre versioni, pasta e ceci cremosa                        | 3 ottobre 2020    |
| Episodio 19 | Riso alla cantonese, frittata speciale senza uova, gelati anni ottanta                                                 | 10 ottobre 2020   |
| Episodio 20 | Bonet piemontese, pastiera napoletana, paste di mandorle siciliane                                                     | 17 ottobre 2020   |
| Episodio 21 | Ciambella salata con farina di riso, polenta alle verdure, caprese al limone                                           | 24 ottobre 2020   |
| Episodio 22 | Focaccia con ripieno di erbette di campo, risotto ai funghi porcini, cheesecake ai frutti di bosco                     | 31 ottobre 2020   |
| Episodio 23 | Pancake con sciroppo d'acero, english breakfast, pain au chocolat, croissant furbi                                     | 7 novembre 2020   |
| Episodio 24 | Conchiglioni di pasta farciti, calamari ripieni, bomboloni alla crema                                                  | 14 novembre 2020  |
| Episodio 25 | "Pomodori verdi fritti alla fermata del treno", club sandwich di "Harry ti presento Sally", torta Vianne di "Chocolat" | 21 novembre 2020  |
| Episodio 26 | Seppie in umido, orata al sale, cuoppo di pesce                                                                        | 28 novembre 2020  |
| Episodio 27 | Pasta panna, pancetta e piselli, calcioni dolci, crepes                                                                | 5 dicembre 2020   |
| Episodio 28 | Uova in crosta, polpettone in crosta, crostata ricoperta pere e cioccolato                                             | 12 dicembre 2020  |
| Episodio 29 | Tris di tramezzini, minestra imperiale, cappone arrosto                                                                | 19 dicembre 2020  |
| Episodio 30 | Zelten trentino, panforte senese, mustaccioli campani                                                                  | 26 dicembre 2020  |

### Quarta stagione
| Puntata     | Ricette                                                                                              | Data             |
| ----------- | --- | ---------------- |
| Episodio 1  | Pasta al pesto di noci e pinoli, involtini croccanti alle nocciole, chiffon cake al pistacchio       | 9 gennaio 2021   |
| Episodio 2  | Pizza rustica prosciutto cotto e formaggio, riso al latte in forno, torta versata cocco e cioccolato | 16 gennaio 2021  |
| Episodio 3  | Crostata salata soffice, biscottini da tè, pesche dolci                                              | 23 gennaio 2021  |
| Episodio 4  | Paella mixta, moussaka, sachertorte                                                                  | 30 gennaio 2021  |
| Episodio 5  | Frittelle al limone, cream tart mascherina, girelle all'arancia                                      | 6 febbraio 2021  |
| Episodio 6  | Sbriciolata di patate, pasta e patate, torta dolce                                                   | 13 febbraio 2021 |
| Episodio 7  | Taralli salati al vino, petto di tacchino al marsala, torta babà                                     | 20 febbraio 2021 |
| Episodio 8  | Trippa alla marchigiana, risotto al limone, ravioli cinesi                                           | 27 febbraio 2021 |
| Episodio 9  | Cestini di pancarré con verdure, lasagnette radicchio e gorgonzola, cotolette di cavolfiore          | 6 marzo 2021     |
| Episodio 10 | Tagliatelle fatte a mano, pollo con i peperoni, cabaret di pasticcini                                | 13 marzo 2021    |

### Quinta stagione
| Puntata     | Ricette                                                                                    | Data              |
| ----------- | ------------------------------------------------------------------------------------------ | ----------------- |
| Episodio 1  | Roselline di sfoglia salate, paccheri con fiori di zucca, tasca ripiena di frittata        | 5 giugno 2021     |
| Episodio 2  | Cornetti allo yogurt zero, pesce spada alle mandorle, minestrone ricco                     | 12 giugno 2021    |
| Episodio 3  | Fagottini würstel e patatine, tramezzini gelato, poke cake                                 | 19 giugno 2021    |
| Episodio 4  | Insalata di riso ricca, polpettone tonno e olive, sbriciolata al limone                    | 26 giugno 2021    |
| Episodio 5  | Frittata di spaghetti, cordon bleu di melanzane e zucchine, muffin al pistacchio           | 3 luglio 2021     |
| Episodio 6  | Cous cous fagioli e gamberetti, polpette filanti ai piselli, cookies con ceci e cioccolato | 10 luglio 2021    |
| Episodio 7  | Insalata di pollo all'ananas, fagottini in foglie di bieta, haupia                         | 17 luglio 2021    |
| Episodio 8  | Crespelle pesto e fagiolini, verdure ripiene, mousse alle pesche                           | 24 luglio 2021    |
| Episodio 9  | Pasta al pesto di sedano, polpette e zucchine fritte, coppettine di crema chantilly        | 31 luglio 2021    |
| Episodio 10 | Arancini, crescia ripiena, gofri                                                           | 4 settembre 2021  |
| Episodio 11 | Schiacciata all'olio, spaghetti aglio, olio e peperoncino ricchi, mango all'olio           | 11 settembre 2021 |
| Episodio 12 | Risotto pere e gorgonzola, salmone con salsa di avocado, cassetta di frolla con frutta     | 18 settembre 2021 |
| Episodio 13 | Empanadas, pad thai, falafel                                                               | 25 settembre 2021 |
| Episodio 14 | Gnocchi di zucca, involtini di verza, Monte Bianco                                         | 2 ottobre 2021    |
| Episodio 15 | Rigatoni al forno, saltimbocca alla romana, delizia al cocco                               | 9 ottobre 2021    |
| Episodio 16 | Torta peperoni e zucca, risotto al cavolo viola, donuts glassati                           | 16 ottobre 2021   |
| Episodio 17 | Canederli, piatto del contadino, torta di grano saraceno                                   | 23 ottobre 2021   |
| Episodio 18 | Sformato di riso filante, involtini di pollo saporiti, cloud cake                          | 30 ottobre 2021   |
| Episodio 19 | Gnudi, lasagne con le erbette, polpettone con la bietola                                   | 6 novembre 2021   |
| Episodio 20 | Fregnacce, brandacujun, tette di vergine                                                   | 13 novembre 2021  |
| Episodio 21 | Pasta tonno e cipolle, pizza finta, torta magica al caffè                                  | 20 novembre 2021  |
| Episodio 22 | Taccù col sugo di mamma, pollo in potacchio, cavallucci dolci                              | 27 novembre 2021  |
| Episodio 23 | Dolce scendiletto, rotolo per la merenda, bacetti della buonanotte                         | 4 dicembre 2021   |
| Episodio 24 | Quiche gamberi e funghi, pasta alici e olive, seppie alla Emidio                           | 11 dicembre 2021  |

### Sesta stagione
| Puntata     | Ricette                                                                         | Data             |
| ----------- | ------------------------------------------------------------------------------- | ---------------- |
| Episodio 1  | Pasta con ragù di cotechino, pizza rustica col salmone, torta col panettone     | 8 gennaio 2022   |
| Episodio 2  | Vellutata di piselli, fusi di pollo al forno, ciambellone integrale all'arancia | 15 gennaio 2022  |
| Episodio 3  | Zuppa di pollo e mais, baked potatoes, New York cheesecake                      | 22 gennaio 2022  |
| Episodio 4  | Spiedini caldi e freddi, spiedoni di polpette, stecchi dolci con frutta         | 29 gennaio 2022  |
| Episodio 5  | Ciambelle ciociare, biscotti Zaira, Foresta bianca                              | 5 febbraio 2022  |
| Episodio 6  | Polenta con le polpette, timballo di pasta, poke rustico                        | 12 febbraio 2022 |
| Episodio 7  | Brutti ma buoni, castagnaccio al cioccolato, monkey bread                       | 19 febbraio 2022 |
| Episodio 8  | Baguette farcite, frittelle giganti, torta tsunami                              | 26 febbraio 2022 |
| Episodio 9  | Pasta alla Norma, vitello alla Fornara, torta Susanna                           | 5 marzo 2022     |
| Episodio 10 | Pasta al pesto di carote, millefoglie di rosti, torta di carote                 | 12 marzo 2022    |
| Episodio 11 | Acquacotta, pallotte cacio e ova, torta di pane                                 | 19 marzo 2022    |
| Episodio 12 | Calzone al forno, maiale in agrodolce, ravioli fusion                           | 26 marzo 2022    |
| Episodio 13 | Risotto al mascarpone e pepe rosa, vitello agli agrumi, mini pavlove            | 2 aprile 2022    |
| Episodio 14 | Insalata di merluzzo e patate, cipolle ripiene, dolcetti farciti                | 9 aprile 2022    |
| Episodio 15 | Casatiello, lasagne al pesto di pistacchi, zuccotto di colomba                  | 16 aprile 2022   |
| Episodio 16 | Pasta burrata e gamberi, salame di cioccolato, torta furba                      | 23 aprile 2022   |

### Settima stagione
| Puntata     | Ricette                                                                               | Data              |
| ----------- | ------------------------------------------------------------------------------------- | ----------------- |
| Episodio 1  | Fiori di zucca ripieni, sartù vegetariano di riso, torta di riso, cioccolato e cocco  | 30 aprile 2022    |
| Episodio 2  | Crostata di campagna, rosette di pasta, torta mammamia                                | 7 maggio 2022     |
| Episodio 3  | Ravioli ricotta e limone, filetti di trota al limone, crostata meringata al limone    | 14 maggio 2022    |
| Episodio 4  | Pasta con le fave, asparagi in crosta, clafoutis di ciliegie                          | 21 maggio 2022    |
| Episodio 5  | Ruote con sugo di tonno, involtini di platessa, fishburger                            | 28 maggio 2022    |
| Episodio 6  | Torta fredda allo yogurt, torta gelato all'amarena, sbriciolata alla stracciatella    | 4 giugno 2022     |
| Episodio 7  | Pasta al pesto di pistacchi, tonno in crosta di pistacchi, tiramisù al pistacchio     | 11 giugno 2022    |
| Episodio 8  | Palline di ricotta, pasta fredda prosciutto e melone, dolcezze all'ananas             | 18 giugno 2022    |
| Episodio 9  | Plumcake energetico, farro con pesto di pomodorini, pizza con il cornicione           | 3 settembre 2022  |
| Episodio 10 | Bucatini all'amatriciana, cotoletta alla milanese, cannoli siciliani                  | 10 settembre 2022 |
| Episodio 11 | Pakora, pollo fritto, churros                                                         | 17 settembre 2022 |
| Episodio 12 | Tagliolini burro e salvia, rotolo di tacchino alle erbe, brownies cioccolato e menta  | 24 settembre 2022 |
| Episodio 13 | Penne alla norcina, friccò, salame del re                                             | 1º ottobre 2022   |
| Episodio 14 | Biscotti occhi di bue, caramel shortbread, Victoria sponge cake                       | 8 ottobre 2022    |
| Episodio 15 | Risotto ai quattro formaggi, frico, cheesecake all'italiana                           | 15 ottobre 2022   |
| Episodio 16 | Pasta tonno cipolle e mele, strudel di mele speck e formaggio, torta antica di mele   | 22 ottobre 2022   |
| Episodio 17 | Zuppa paurosa, piovre di sfoglia, torta ragnatela                                     | 29 ottobre 2022   |
| Episodio 18 | Paccheri con crema di zucca, sformatini al gorgonzola, torta mousse cioccolato e pere | 5 novembre 2022   |
| Episodio 19 | Pizza fritta croccante, tarte Tatin, crêpe Suzette                                    | 12 novembre 2022  |
| Episodio 20 | Polpette di risotto, chicken pie, crespelle di mare                                   | 19 novembre 2022  |
| Episodio 21 | Torta Donizetti, cheesecake arcobaleno, mud cake                                      | 26 novembre 2022  |
| Episodio 22 | Pennette salmone e vodka, filetto al pepe verde, mattonella al caffè                  | 3 dicembre 2022   |
| Episodio 23 | Tartare furba, calamarata, zuppa di pesce                                             | 10 dicembre 2022  |
| Episodio 24 | Risotto alla melagrana, cotechino in galera, torta all'uva                            | 17 dicembre 2022  |

### Ottava stagione
| Puntata     | Ricette                                                                                            | Data             |
| ----------- | -------------------------------------------------------------------------------------------------- | ---------------- |
| Episodio 1  | Ravioli noci e speck, spezzatino allo spumante, girelle di pandoro                                 | 7 gennaio 2023   |
| Episodio 2  | Ciambella broccoli e salsiccia, vellutata di cavolfiore, parmigiana di verza                       | 14 gennaio 2023  |
| Episodio 3  | Fusilli cremosi, pancake toast, bicchierini golosi                                                 | 21 gennaio 2023  |
| Episodio 4  | Crostone con uovo in camicia, anatra all'arancia, Paris-Brest                                      | 28 gennaio 2023  |
| Episodio 5  | Crespelle senza glutine, profiterole salato, torta bambola                                         | 4 febbraio 2023  |
| Episodio 6  | French toast, Danubio dolce, baci di Alassio                                                       | 11 febbraio 2023 |
| Episodio 7  | Frittelle salate, roselline, castagnole                                                            | 18 febbraio 2023 |
| Episodio 8  | Cipolle tonnate, zuppa di cipolle, sarde in saor                                                   | 25 febbraio 2023 |
| Episodio 9  | Bagna cauda, polpette di gamberi con salsa tartara, strudel con salsa alla vaniglia                | 4 marzo 2023     |
| Episodio 10 | Spaghetti in crosta, gnocchi ripieni, torta pignatta                                               | 11 marzo 2023    |
| Episodio 11 | Crostata salata, biscotti ferrovia, torta cioccolato e arancia                                     | 18 marzo 2023    |
| Episodio 12 | Risotto in pentola a pressione, tagliata in friggitrice ad aria, pan brioche nel fornetto Versilia | 25 marzo 2023    |
| Episodio 13 | Cannoli salati, hot dog vegetariano, stracchino della duchessa                                     | 1º aprile 2023   |
| Episodio 14 | Girasole di sfoglia, frittata fiorita, rose cake                                                   | 8 aprile 2023    |
| Episodio 15 | Börek, coxinha, melonpan                                                                           | 15 aprile 2023   |
| Episodio 16 | Quesadillas, dolcetti di sfoglia, naked cake                                                       | 22 aprile 2023   |

## Accoglienza
Il format televisivo ha ricevuto un'accoglienza positiva da parte del pubblico, con apprezzamenti anche sui social della conduttrice.
Nel novembre del 2018, Stefania Stefanelli per davidemaggio.it ha recensito il programma, affermando «è totalmente insipido e svilisce le tante qualità della protagonista» oltre a dichiarare come la Rossi non sia in ruolo a lei comodo. Inoltre, ha confrontato la «presenza scenica» della conduttrice marchigiana con quella di Benedetta Parodi, sostenendo che in entrambi i casi le due abbiano presentato ricette preparabili da tutti, ma la Parodi si presenta «con allegria, modi buffi ed una simpatica semplicità» senza risultare mai troppo casalinga.
La trasmissione viene replicata anche sul canale tematico Frisbee. Inoltre nel periodo estivo ogni lunedì sempre su Food Network viene trasmessa dal primo mattino fino alla seconda serata una lunga maratona di episodi in replica del programma e per l’occasione nel promo ufficiale (diverso da quello del sabato) il programma viene chiamato “Cucina con Benedetta”.

### Ascolti
La prima puntata (comprendente i primi due episodi) trasmessa ottiene nella seconda parte 2.8 punti percentuali di share e un ascolto di 390.000 spettatori, diventando il quarto programma più visto tra le donne dai 15 ai 54 anni nella fascia oraria per uno share di 6.2%. In media, la prima stagione raccoglie uno share del 2%, ottenendo un risultato positivo.
L'esordio della seconda stagione (in simulcast Food Network e Real Time) raggiunge il 2.6% sulla platea televisiva con 385.000 telespettatori e il 5% di share nella fascia donne 15-54. Successivamente, le repliche in daytime ottengono ascolti record per il programma. L'episodio undici della seconda stagione, datato 7 settembre 2019, ha realizzato una media di 480.000 telespettatori (sempre reso visibile dalle due reti Discovery) per uno share pari a 6.5% del pubblico femminile, risultando la quarta trasmissione nazionale più vista del suddetto target nell'orario di programmazione.
Un nuovo record per il programma è stato raggiunto il 14 settembre con la prima TV del tredicesimo episodio della seconda stagione con 500.000 di audience e 5.8% di share sugli spettatori di sesso femminile. La settimana successiva ottiene 520.000 spettatori con il 5.7% di share delle telespettatrici, diventando il 3º programma più visto del target.
Secondo quanto riportato dai dati pubblicati da Discovery Italia, Fatto in casa per voi risulta essere in un episodio quello con maggiori telespettatori della rete televisiva.
Il debutto della terza stagione datato 14 marzo 2020 ottiene 480.000 telespettatori con uno share pari a 2.4%. Per il solo target femminile, ha ricevuto 3.2% di share, diventando il sesto programma più visto per il sesso femminile. L'episodio in replica, trasmesso dopo il precedente, ha raggiunto 550.000 spettatori. Un nuovo record rispetto a tutte e tre le stagioni è stato ottenuto nella puntata del 28 marzo 2020, quando ha raggiunto il 3% di share con 591.000 spettatori e il 5% sul target femminile. Nuovamente, la ripresa della trasmissione degli episodi datata 5 settembre 2020 ottiene 450.000 telespettatori, divenendo il 3º programma più visto nel target femminile durante la messa in onda, confermatesi anche per la trasmissione degli episodi della quinta edizione e con il primo episodio della sesta edizione.
I dati fanno sempre riferimento alla trasmissione simultanea tra Real Time e Food Network.